# Muana Puó
Muana Puó. est un roman de l’écrivain angolais Pepetela, écrit en 1969 et publié en 1978. Ce roman raconte l’histoire du combat pour la liberté mené par les chauves-souris dans un monde où elles sont dominées par les corbeaux, et l’histoire d’amour entre deux chauves-souris au milieu de cette guerre. 
Le récit de ces histoires s'appuie sur la symbolique d’un masque de l’ethnie angolaise Tchokwé, que l’auteur a fréquenté pendant sa présence dans la région de Moxico (région appelée « Frente leste » en portugais, une région d’appui pour le MPLA, parti dont Pepetela a été militant). L’auteur raconte être tombé amoureux d’une photo de ce masque et s’être enfermé dans son bureau avec cette photo pour écrire son livre.

## Résumé
Dans un pays imaginaire, le monde est divisé en deux catégories : les corbeaux, maîtres de la société, et les chauves-souris, qui doivent produire le miel servant à alimenter les corbeaux. Signe de leur soumission, les chauves-souris doivent se nourrir de leurs excréments, mais un beau jour, las de leur condition et profitant de leur supériorité numérique, les chauves-souris se rebellent et mènent une guerre sanguinaire pour abolir ce système et récupérer la montagne, lieu « saint » jalousement gardé par les corbeaux. À la suite de leur victoire, une nouvelle société, d’hommes cette fois, s’installe, une société où tous sont égaux et vivent en harmonie. Parallèlement à ce conflit et à la formation d’une nouvelle société se tisse une histoire d’amour entre deux chauves-souris, qui sera laborieuse et parsemée d’incompréhensions, qui finalement mèneront à son échec ; par exemple, ils mettent du temps avant d’oser se parler, cherchent leur place dans la société bouleversée dans laquelle ils vivent, cessent de se questionner sur le monde… Cette histoire d’amour est en quelque sorte la métaphore de la société angolaise qui s’est déchirée en tentant de s’unifier.

## Interprétations
En suivant la symbolique du masque, où les deux yeux sont distincts et séparés par le nez, on peut proposer plusieurs interprétations aux différentes situations et références du livre. Par exemple, bien qu’elle reste secondaire et un instrument pour faire avancer le récit et le rendre moins dur, on peut interpréter l’histoire d’amour entre les deux chauves-souris par rapport au masque : ici, les deux amants seraient les deux yeux, séparés par le nez c'est-à-dire séparés par des difficultés telles que les différences entre eux, les défauts respectifs etc. Aussi, la « lutte » pour que cette histoire d’amour puisse exister et que les 2 « yeux »  se rejoignent serait la lutte pour surmonter les problèmes que représente ce nez.
On peut aussi appliquer cette symbolique du masque à la fiction du roman : les 2 yeux du masque représenteraient les deux tribus du livre, chauves-souris et corbeaux, séparés par le nez, qui représente la montagne que les corbeaux gardent jalousement. 
Enfin  cette symbolique du masque peut aussi s’appliquer à la société angolaise, à son passé colonial (la guerre coloniale durera de 1961 à 1974) et à son actualité (par rapport à la date de parution du livre) pendant la Guerre civile (qui suivra la guerre colonial et ne prendra fin qu’en 2002). La métaphore des yeux  séparés par le nez peut symboliser :
- Les différentes ethnies d’Angola, étant donné la diversité démographique du pays (environ 10 ethnies reparties sur le territoire), qui seraient séparées par la différence culturelle, les préjugés contre les Langues de l'Angola, qui en  compte 6 reconnues en plus du portugais, et plusieurs dialectes.
- L’opposition entre les colonisateurs portugais et les colonisés angolais, aux vues des siècles de domination coloniale portugaise en Angola, séparés par le rapport de force oppresseurs/opprimés.
- La lutte entre les différents partis politiques après l’indépendance en 1975, notamment entre le MPLA et l’UNITA, ce dans un contexte de guerre civile qui durera jusqu’en 2002.

À noter que la symbolique du masque et le peu d’éléments qui pourraient identifier l’Angola, l’œuvre de Pepetela est assez intemporelle et universelle.

## Engagement politique et militantisme de Pepetela
La dernière symbolique de la lutte entre MPLA et UNITA devient plus vraisemblable étant donné les positions politiques de Pepetela. En effet, s’étant familiarisé avec les idées communistes pendant ses études supérieures à Lisbonne, Pepetela va devenir un militant actif du MPLA, ce qui le conduira d’ailleurs à devoir quitter le Portugal, à l’époque encore dirigé par Salazar, et à s’exiler à Paris puis à Alger où il écrira Muana Puó.  Pepetela travaillera d’ailleurs pour le gouvernement d’Agostinho Neto puis de José Eduardo Dos Santos, en étant vice-ministre de l’Éducation. Ses idées communistes transparaissent d’ailleurs dans ses œuvres, particulièrement dans Muana Puó, que l’on peut considérer comme une allégorie de la lutte et de la victoire populaire. Différents passages du livre démontrent l’engagement politique de Pepetela: 
« Comme le monde sera merveilleux quand ceux qui travaillent commanderont ! »,  
« Les humains travaillaient et partageaient ce qu’il y avait. »  